# Irina Chipakina
Irina Chipakina (Odessa, 30 aprile 1964) è un'ex cestista moldava.

## Carriera
Con la Moldavia ha disputato due edizioni dei Campionati europei (1995, 1997).